# Salsola delileana
Salsola delileana är en amarantväxtart som beskrevs av Viktor Petrovitj Botjantsev. Salsola delileana ingår i släktet sodaörter, och familjen amarantväxter. Inga underarter finns listade i Catalogue of Life.